# Addison Riecke
 (mars 2025).
Addison Riecke, née le 26 janvier 2004 à Los Angeles en Californie, est une actrice américaine.

## Filmographie

### Cinéma
- 2017 : Les Proies (film, 2017) de Sofia Coppola : Marie
- 2018 : Ma Meilleure Rivale de Benjamin Kazulke : Agnès
- 2024 : Le Retour des Thunderman de Trevor Kirschner : Nora Thunderman
- 2024 : The Man In The White Van de Warren Skeels : Joanna

### Séries télévisées
- 2013 : How to Live with Your Parents (for the Rest of Your Life) de Claudia Lonow
- 2013 - 2018 : Les Thunderman de Jed Spingarn : Nora Thunderman
- 2014 : Trois fantômes chez les Hathaway de Robert Peacock : Nora Thunderman
- 2016 : Henry Danger de Dan Schneider et Dana Olsen : Nora Thunderman
- 2018 - 2019 : A girl Named Jo de Brat TV : Cathy Fitzroy

### Émissions de télévision
- 2014 : Webheads de Steve Grant : Elle-même
- 2016 : Paradise Run de Sean Travis, Steve Grant et Peter Ney : Elle-même

### Courts métrages
- 2019 : Strong Independent Women de Jennette McCurdy : Sophie
- 2021 : Maddy de Zane Rubin : Maddie

### Téléfilms
- 2015 : Le grand Noël de Nickelodeon de Jonathan Judge : Snowflake